# 凯拉·康斯坦丁
凯拉·康斯坦丁（英語：Kyra Constantine，1998年8月1日—），加拿大女子田径运动员，主攻400米赛跑。她曾代表加拿大参加2019年泛美运动会田径比赛，获得女子4×400米接力银牌。